# Кущ Сергій Вікторович
Сергій Вікторович Кущ (1996—2022) — солдат збройних сил України, учасник російсько-української війни.

## Життєпис
Народився 16 грудня 1996 року в селі Курмани Роменського району Сумської області. Закінчив Курманівську школу, потім Роменський коледж, здобув професію механіка. 
6 червня 2022 року призваний на військову службу. 
Загинув 15 липня 2022 року в районі міста Краматорськ Донецької області.

## Нагороди
- Орден «За мужність» III ступеня[1].